# Pohlia ambigua
Pohlia ambigua là một loài rêu trong họ Bryaceae. Loài này được Limpr. Broth. mô tả khoa học đầu tiên năm 1903.